# Satchelliella compta
Satchelliella compta är en tvåvingeart som först beskrevs av Eaton 1893.  Satchelliella compta ingår i släktet Satchelliella och familjen fjärilsmyggor. Inga underarter finns listade i Catalogue of Life.